# Accidente ferroviario de Big Bayou Canot
El accidente ferroviario de Big Bayou Canot ocurrió el 22 de septiembre de 1993, cuando un tren de pasajeros de Amtrak Sunset Limited descarriló en el puente CSX Transportation Big Bayou Canot cerca de Mobile, Alabama, Estados Unidos. La causa del accidente fue el desplazamiento de un tramo y la deformación de los rieles cuando un remolque de pesadas gabarras chocó con el puente ferroviario ocho minutos antes. Unas 47 personas murieron y 103 más resultaron heridas. Hasta la fecha, es el accidente ferroviario más mortífero tanto en la historia de Amtrak como en la historia ferroviaria de Alabama. Se trata también del peor desastre ferroviario en Estados Unidos desde el accidente ferroviario de la bahía de Newark de 1958, en el que murieron 48 personas.

## Eventos
Antes del descarrilamiento, una barcaza empujada por el remolcador Mauvilla (propiedad y operado por Warrior and Gulf Navigation de Chickasaw, Alabama) hizo un giro equivocado en el río Mobile y entró en el Big Bayou Canot, un canal de agua no navegable atravesado por un puente ferroviario de CSX Transportation.
El piloto del remolcador, Willie Odom, no estaba debidamente capacitado sobre cómo leer su radar y, por lo tanto, debido a la muy mala visibilidad en medio de una niebla densa y su falta de experiencia, no se dio cuenta de que estaba fuera de rumbo. El barco también carecía de brújula y mapa de las aguas. Odom creía que todavía estaba en el río Mobile y había identificado el puente en el radar como otro remolcador. Tras la investigación se determinó que no era penalmente responsable del incidente.
El puente fue golpeado por el Mauvilla alrededor de las 2:45 am. El tramo había sido diseñado para girar, de modo que pudiera convertirse en un puente giratorio añadiendo el equipo adecuado. No se había realizado tal conversión, pero el tramo no se había asegurado adecuadamente contra movimientos involuntarios.
A las 2:53 am, el tren Sunset Limited de Amtrak, propulsado por tres locomotoras (una GE Genesis P40DC número 819 en la parte delantera y dos EMD F40PH, números 262 y 312) en ruta desde Los Ángeles, California, a Miami, Florida, con 220 personas entre pasajeros y tripulación a bordo, cruzó el puente a unas 70 millas por hora (112,7 km/h) y descarriló en l punto de torsióna. La primera de sus tres locomotoras se estrelló contra el tramo desplazado, provocando que esa parte del puente colapsara en el agua. La locomotora principal se hundió de morro en la orilla del canal y las otras dos locomotoras, junto con el coche de equipajes, el coche cama y dos de los seis coches de pasajeros, se sumergieron en el agua. Los tanques de combustible de las locomotoras, cada uno de los cuales contenía varios miles de galones de combustible diesel, se rompieron con el impacto, lo que provocó un derrame masivo de combustible y un incendio. Cuarenta y siete personas, incluidos los tres maquinistas del tren, dos miembros de la tripulación, y 42 pasajeros murieron – muchos de ellos por ahogamiento y otros por inhalación de fuego o humo. Otros 103 resultaron heridos. Los cuatro tripulantes del remolcador no resultaron heridos. Odom ayudó a salvar a diecisiete personas después del accidente utilizando el mismo remolcador que había estado empujando la barcaza que chocó contra el puente.
A pesar del desplazamiento del puente, los carriles soldados continuamente no se rompieron. Como resultado, el circuito de vía que controla las señales del bloque de aproximación al puente permaneció cerrado (intacto) y la señal más cercana continuó mostrando un señal de libre (verde). Si uno de los rieles hubiera sido cortado por el desplazamiento del puente, el circuito de la vía se habría abierto, lo que provocaría que la señal de aproximación mostrara una señal de parada (roja) y la señal anterior una indicación de aproximación amarilla (precaución). Esto podría haberle dado al ingeniero de Amtrak tiempo suficiente para detener su tren o al menos reducir su velocidad en un esfuerzo por mitigar la gravedad del accidente.
El programa documental de National Geographic Segundos catastróficos también examinó el descarrilamiento. Además de corroborar las conclusiones del informe oficial del accidente, el programa reveló que el tren se había retrasado en Nueva Orleans por reparaciones en una unidad de aire acondicionado y un inodoro. Esto lo había retrasado media hora. Si no fuera por este retraso, Sunset Limited habría pasado sobre el puente Big Bayou Canot 20 minutos antes de que la barcaza golpeara el puente.

## Secuelas
Como resultado de su investigación de este descarrilamiento, la Junta Nacional de Seguridad en el Transporte (NTSB) hizo una serie completa de recomendaciones, el 19 de septiembre de 1994, al Departamento de Transporte de los Estados Unidos, al Cuerpo de Ingenieros del Ejército de los Estados Unidos, a la Guardia Costera de Estados Unidos, la Agencia Federal de Gestión de Emergencias, Amtrak, American Waterways Operadores, Inc., Warrior & Gulf Navigation Company, la Asociación de Ferrocarriles Estadounidenses y la Asociación Estadounidense de Ferrocarriles de Línea Corta. Siguiendo una recomendación de mantener un registro del número de pasajeros a bordo, Amtrak ahora registra las listas de pasajeros electrónicamente.

## Pasajeros notables
- Andrea Chancey: «niña milagrosa» de 11 años que utiliza silla de ruedas y tiene parálisis cerebral, sus padres murieron en el accidente.[9]
- Ken Ivory y Michael Dopheide, honrados por la Guardia Costera por salvar vidas después del accidente.[9]
- R. C. Sproul — relató su experiencia en el accidente.[11]